# Kraplewo
Kraplewo [kraˈplɛvɔ] (en alemán: Kraplau) es una localidad situada en el municipio (gmina) de Ostróda, en el distrito de Ostróda, voivodato de Varmia y Masuria, Polonia. Según el censo de 2021, tiene una población de 272 habitantes.